# Challenge Bell 2007
Challenge Bell 2007 — тенісний турнір, що проходив на закритих кортах з килимовим покриттям PEPS de l'Université Laval у Квебеку (Канада). Це був 15-й за ліком Challenge Bell. Належав до турнірів 3-ї категорії в рамках Туру WTA 2007. Тривав з 29 жовтня до 4 листопада 2007 року.

## Учасниці

### Сіяні учасниці
| Країна    | Гравчиня         | Рейтинг1 | Посіяний |
| --------- | ---------------- | -------- | -------- |
| Чехія     | Ніколь Вайдішова | 14       | 1        |
| Росія     | Віра Звонарьова  | 22       | 2        |
| Україна   | Юлія Вакуленко   | 38       | 3        |
| США       | Мейлен Ту        | 47       | 4        |
| Білорусь  | Ольга Говорцова  | 50       | 5        |
| Франція   | Алізе Корне      | 68       | 6        |
| Німеччина | Анджелік Кербер  | 77       | 7        |
| Росія     | Ольга Пучкова    | 80       | 8        |

- 1 Рейтинг подано станом на 15 жовтня 2007

### Інші учасниці
Нижче наведено учасниць, які отримали вайлдкард на участь в основній сітці:
- Ліндсі Девенпорт
- Стефані Дюбуа
- Марі-Ев Пеллетьє

Нижче наведено гравчинь, які пробились в основну сітку через стадію кваліфікації:
- Софія Арвідссон
- Джулія Дітті
- Марина Еракович
- Абігейл Спірс

Такі тенісистки потрапили в основну сітку як Щасливі лузери:
- Аліна Жидкова
- Андрея Клепач

### Знялись
- Аліна Жидкова (запаморочення)
- Татьяна Малек (ear infection)
- Аша Ролле (розтягнення правого коліна)
- Ніколь Вайдішова (травма правого зап'ястка)

## Переможниці та фіналістки

### Одиночний розряд
Ліндсі Девенпорт —  Юлія Вакуленко, 6–4, 6–1

### Парний розряд
Крістіна Фусано /  Ракель Копс-Джонс —  Стефані Дюбуа /  Рената Ворачова, 6–2, 7–6(8–6)